# Helichus granulosus
Helichus granulosus is een keversoort uit de familie ruighaarkevers (Dryopidae). De wetenschappelijke naam van de soort werd in 1974 gepubliceerd door Joseph Delève.